# Bàsquet amb cadira de rodes

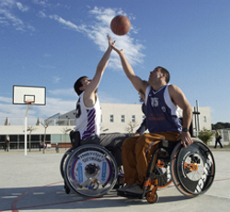
Disputant la pilota

El bàsquet amb cadira de rodes o basquetbol adaptat és la modalitat de basquetbol practicada amb cadira de rodes per persones amb discapacitat física. S'han adaptat les regles del basquetbol a les particularitats de les cadires de rodes.
És un esport que compta amb un intens calendari tant a nivell nacional com internacional. L'esport es representat als Jocs Paralímpics. La Federació Internacional de Basquetbol en cadira de rodes (IWBF) és l'organisme internacional que regula aquest esport.

## Reglamentació
Les regles són bàsicament les mateixes que el basquetbol. Els jugadors reben una puntuació entre 1 (més grau de discapacitat) i 4,5 (menys grau de discapacitat) i el límit és de 14,5 per equip sumant els cinc jugadors en pista.

## Història
Quan es va acabar la Segona Guerra Mundial, el doctor Ludwig Guttmann (1899-1980) va proposar la pràctica de l'esport a les persones que tenien lesions medul·lars que eren a l'Hospital de Stoke Mandeville, a la Gran Bretanya, per tal de recuperar-se. D'entre els diversos esports proposats, el bàsquet era el més idoni.

## El bàsquet amb cadira de rodes als Països Catalans

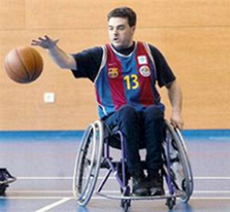
FC Barcelona-Institut Guttmann

Es va començar a practicar per primera vegada a Catalunya a la Residència de la Vall d'Hebron i a l'Institut Guttmann. Des d'aleshores és la Federació Catalana d'Esports de Persones amb Discapacitat Física qui organitza aquesta pràctica esportiva a Catalunya, amb la Lliga catalana com a competició pròpia més destacada. Al País Valencià ho fa la Federació d'Esports adaptats del País Valencià i a les Illes Balears, la Federació Balear d'Esports per persones amb Discapacitat.

### Clubs catalans
- FC Barcelona-Institut Guttmann
- GAM Joventut de Badalona
- CEM L'Hospitalet[5]
- Unió Esportiva Sant Feliu
- Costa Daurada Club Esportiu
- CB MIFAS

### Clubs del País Valencià
- Rangers de València
- CDM Elx

### Clubs de les Illes Balears
- Aspaym Balears d'Inca

### Club de Sardenya
- Basket Disabili Sardegna (BADS)[6]